# Johan Eberhard Carlberg
Johan Eberhard Carlberg, född 24 februari 1683 i Göteborg, död 22 oktober 1773 i Stockholm, var en svensk fortifikationsofficer och arkitekt.
Carlberg var Göteborgs förste stadsingenjör, verksam från 1717 till 1727 då han utnämndes till stadsarkitekt i Stockholm, vilket han förblev i 45 år, fram till 1772. Han var äldre bror till ingenjören och arkitekten Bengt Wilhelm Carlberg, vilken ersatte honom som stadsingenjör i Göteborg när Johan Eberhard flyttade till Stockholm.

## Liv och verk

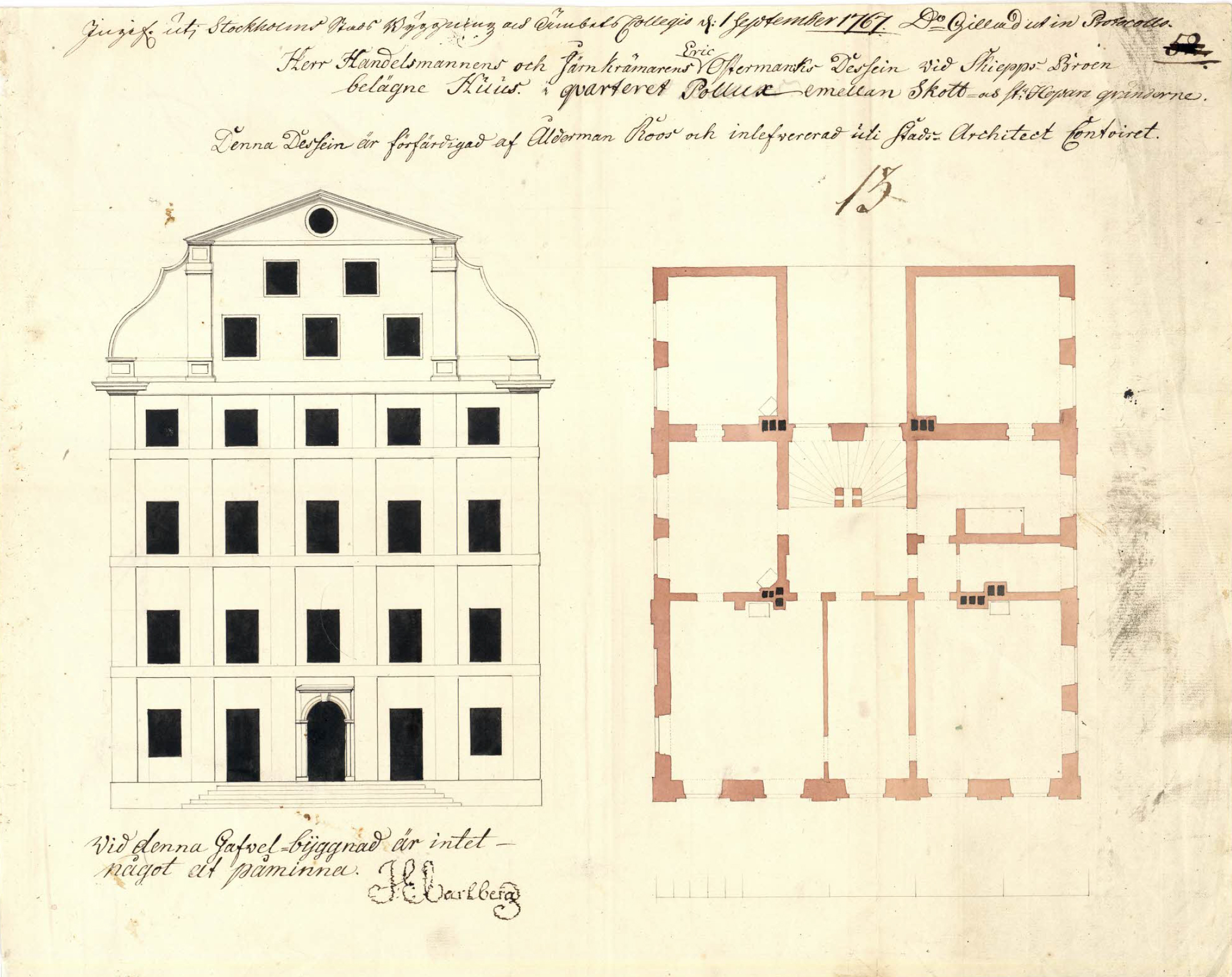
Bygglovsritning för Hobelinska huset från 1767 undertecknad av Eberhard Carlberg.

Carlberg blev år 1700 volontär vid fortifikationen i Marstrand och 11 januari 1702 konduktör vid densamma samt 1703 avsked därifrån. Han blev 1703 löjtnant vid Närkes och Värmlands tremänningsregemente och deltog i deras fälttåg i Kurland och Litauen. I Göteborg blev Carlberg 19 november 1709 löjtnant vid fortifikationen, stadsingenjör 14 september 1717 i Göteborg, och tog 18 februari 1721 avsked från fortifikationen med kaptens rang. Han tillträdde 27 april 1727 som stadsarkitekt i Stockholm. 
I Stockholm ansvarade han bland annat för ombyggnaden av Slussen 1744–1753, tullpaviljongerna vid Norrtull, ombyggnaden av Alstavik på Långholmen, ombyggnad av Danvikens hospital, Storkyrkans tornspira, ombyggnad av Bondeska palatset och Stora Sjötullshuset vid Blockhusudden 1729. Arméns intendenturförråd Magasinet (1728–32) på Skeppsholmen är Carlbergs enda helt bevarade monumentalbyggnad i Stockholm.
Johan Eberhard Carlberg ägde och bodde i ett hus, som han ärvt från sin mor vid Korsgatans östra och Vallgatans norra sida i Göteborg. Släkten Carlberg har fått en gata i Göteborg uppkallad efter sig, Carlbergsgatan i stadsdelen Gårda. I kvarteret Överkikaren vid Hornsgatan 24 på Södermalm ritade och byggde han 1731–32 ett bostadshus som sin privatbostad (se Johan Eberhard Carlbergs hus).

## Familj
Carlbergs far var Johan Carlberg (1638–1701), biskop i Göteborg 1689–1701. Gift 1:o 24 juni 1708 med Magdalena von Seth (1686–1717), 2:o 25 maj 1718 med Birgitta Thingvall (1699–1732) och 3:o 1733 med sin kusindotter Christina Engel Geijer (1713–1781) född i släkten Geijer.

## Bilder

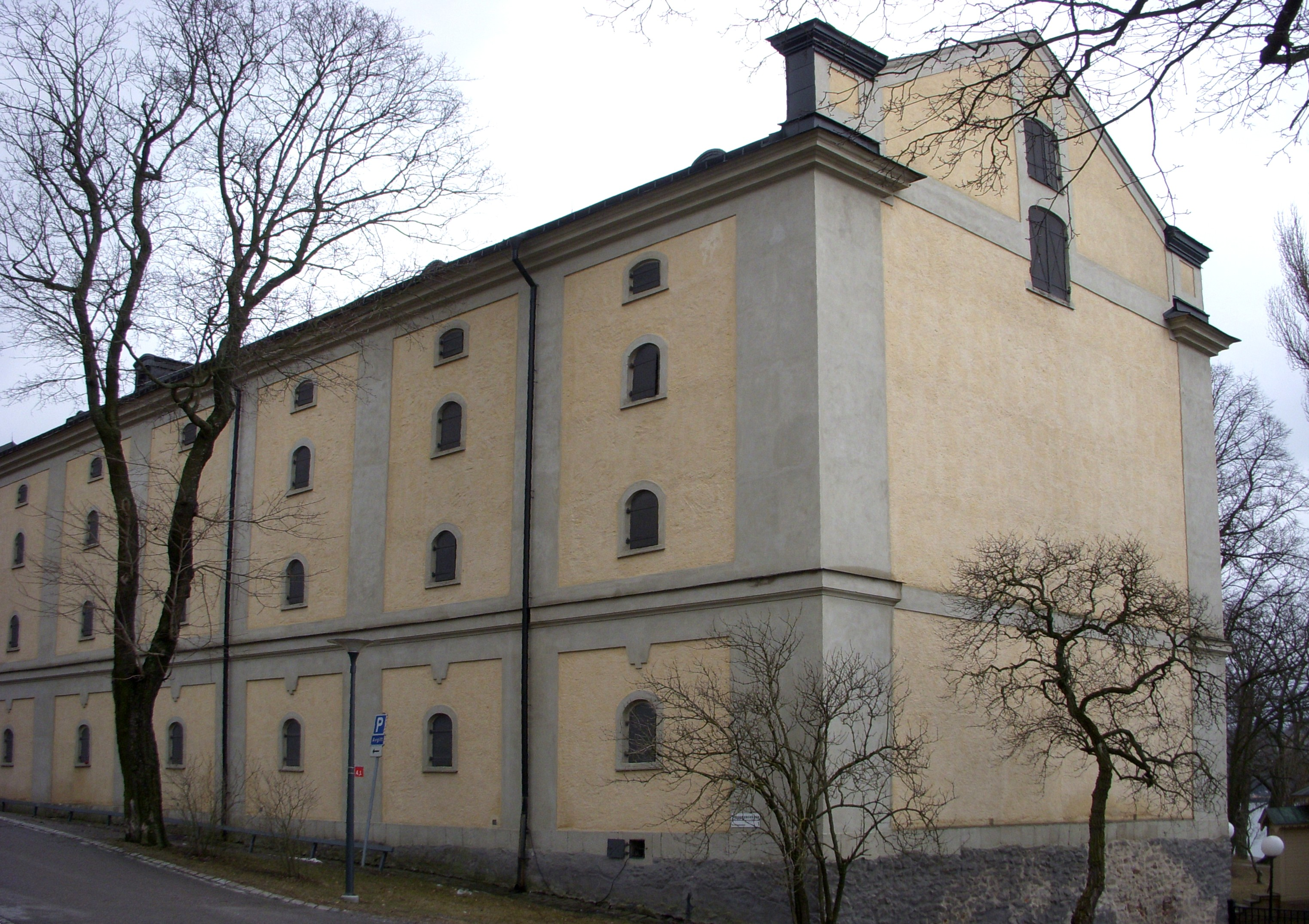
Intendenturförrådet på Skeppsholmen från 1732 är den enda bevarade monumentalbyggnaden i Stockholm ritad av Johan Eberhard Carlberg.
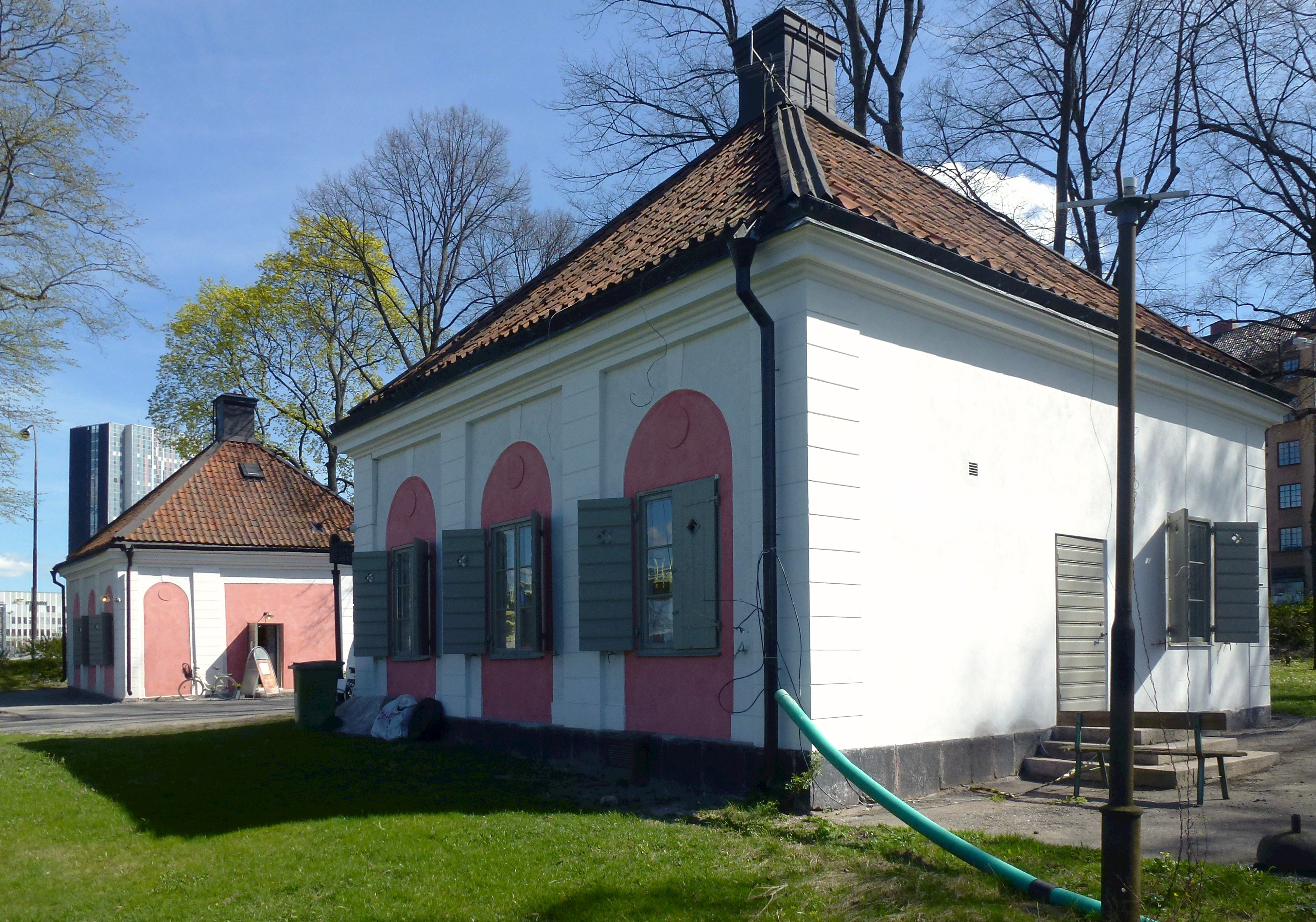
Norrtulls tullhus
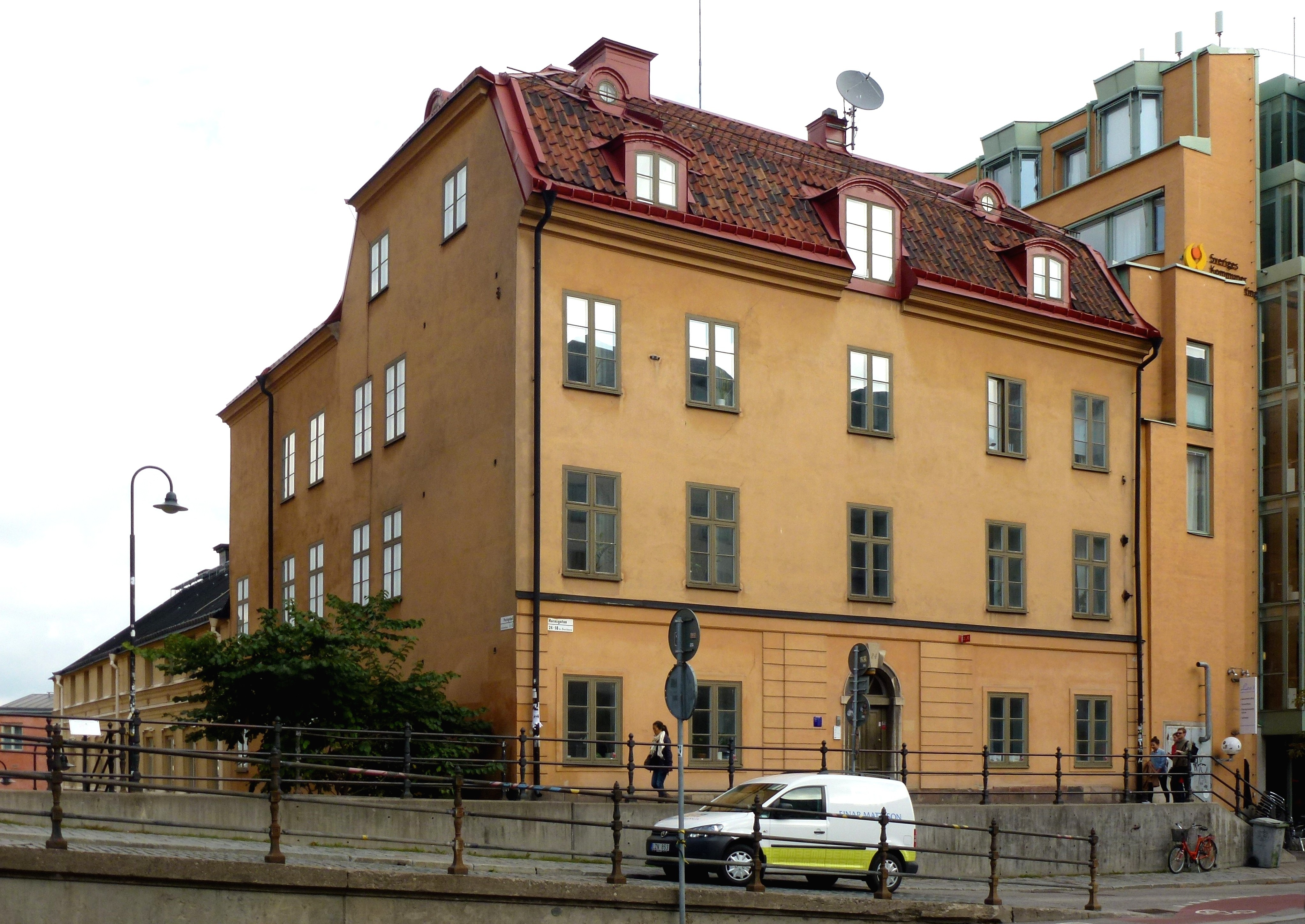
Johan Eberhard Carlbergs hus i Överkikaren 25, Hornsgatan 24 / Pustegränd 1
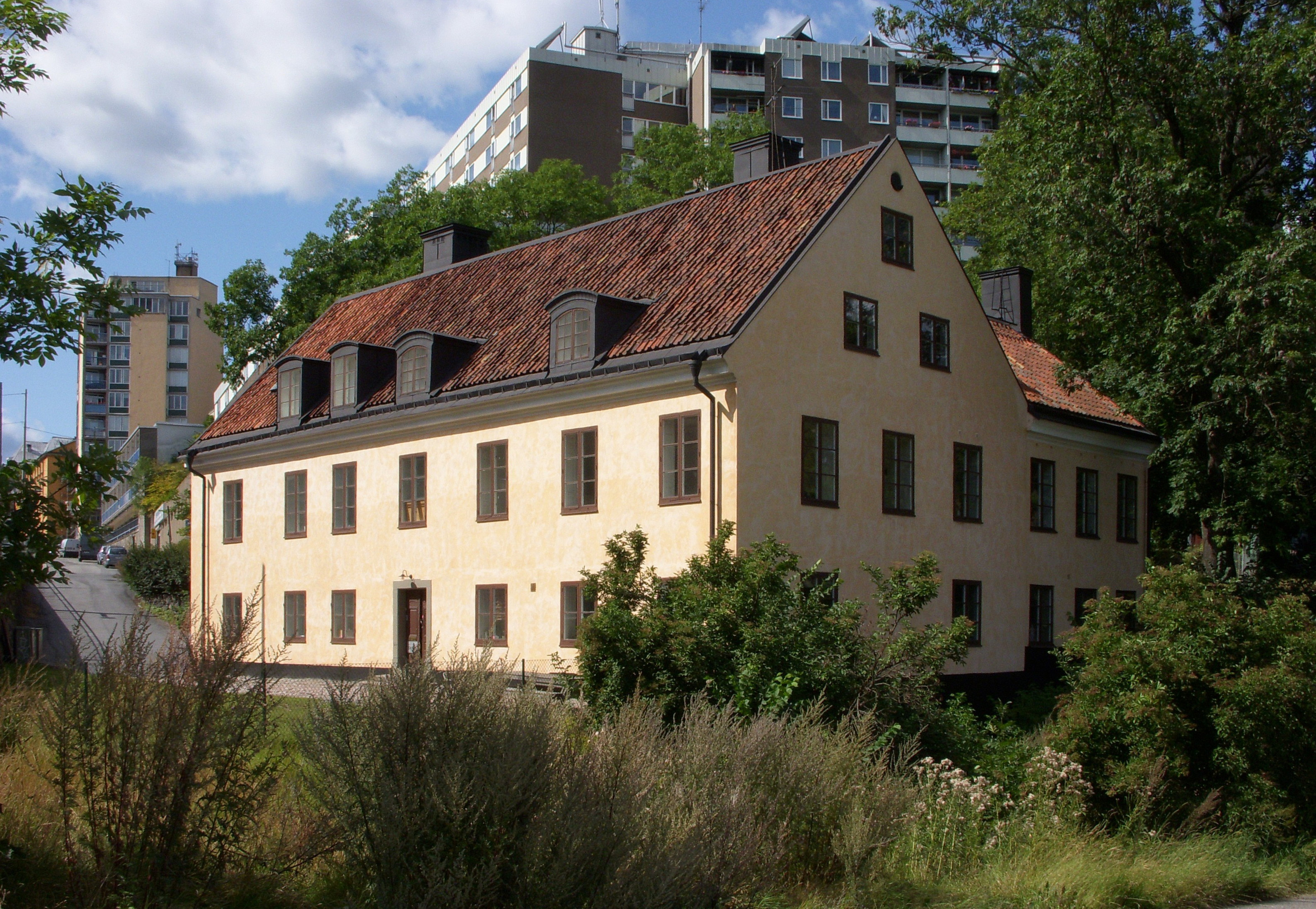
Skeppsbyggmästarbostället eller Boställshuset, vid Folkungagatan 147, ritat av Johan Eberhard Carlberg och uppfört 1748